# Woonzorg Nederland
Woonzorg Nederland is een woningcorporatie die actief is in Nederland in huisvesting en dienstverlening voor senioren en mensen met een beperking.
Woonzorg Nederland ontstond in 1996 uit een fusie tussen de Nederlandse Centrale voor de Huisvesting van Bejaarden (NCHB) en de Humanistische Bouwstichting voor Bejaardenhuisvesting (HBB). In 2000 fuseerde Woonzorg Nederland met de Landelijke Katholieke Bouwcorporatie voor Bejaardenoorden (LKBB).
Woonzorg Nederland is een stichting zonder winstoogmerk en heeft een toelating als instelling op het terrein van de volkshuisvesting van het ministerie van BZK.
Van 2008 tot 2015 was Woonzorg Nederland via een personele unie verbonden met Espria, een concern waarin de zorgorganisaties Evean Groep en Stichting Philadelphia Zorg opgegaan zijn. Dit samenwerkingsverband was onderwerp van politiek debat in de Tweede Kamer. In 2009 verliet Philadelphia het samenwerkingsverband weer. Espria en Woonzorg Nederland deelden dezelfde Raad van Bestuur en Raad van Commissarissen. Op 1 juli 2015 werd de verbinding beëindigd; Woonzorg Nederland kreeg een eigen Raad van Bestuur en Raad van Commissarissen. 
| Kenmerk                              | aantal/waarde                                            |
| ------------------------------------ | -------------------------------------------------------- |
| Aantal verhuureenheden               | 27.064 woningen, 16.404 appartementen in zorgcentra      |
| Nieuwbouw                            | 978 opgeleverd/aangekocht                                |
| Waarde bezit (basis: bedrijfswaarde) | 2,5 miljard euro                                         |
| Eigen vermogen                       | 650,4 miljoen euro                                       |
| Totale bedrijfsopbrengsten           | 290,5 miljoen euro                                       |
| Jaarresultaat                        | 1,1 miljoen euro                                         |
| Sociale huurwoningen                 | 96% onder EUR 652,52 per maand                           |
| Medewerkers                          | 405 (354 fte)                                            |
| Investeringen                        | 164,3 miljoen euro, waarvan 43,1 miljoen maatschappelijk |